# Fumel
Fumel là một xã trong tỉnh Lot-et-Garonne, thuộc vùng Nouvelle-Aquitaine của nước Pháp, có dân số là 5.423 người (thời điểm 1999).

## Các thành phố kết nghĩa
- Burghausen, Đức

## Những người con của thành phố
- Jean Nouvel, kiến trúc sư